# Franjo Borelli Vranski (1704.)
Franjo (Francesco) Borelli Vranski (1704. − 1762.), "knez vranski". Naslov je stekao investiturom 1752. godine. Sin je mletačkog generala i zapovjednika kninske tvrđave i zasnivača hrvatskog ogranka normanske obitelji Borellija Vranskih, Bartula.
Vranski feud koji je stekao bio je močvara, zapušten i zarastao u trnje. Franjo se primio uređivanja i melioracije Vranskog polja. Njegov su trud nastavili i njegovi nasljednici, što se polučilo izvrsne rezultate. Poslije njegove smrti prokopan je kanal Prosika, čime se je Vransko jezero spustilo za tri metra. Dovršetkom poslova koje je započeo Franjo, feud se preporodio i postao primjerom jednog suvremenog velikog i dobro upravljanog posjeda. 